# Gerda Weissensteiner
Gerda Weissensteiner (talvolta indicata come Weißensteiner; Bolzano, 3 gennaio 1969) è un'ex slittinista ed ex bobbista italiana; è stata atleta di punta della nazionale di slittino dell'Italia degli anni 1990 potendo vantare nel suo palmarès, nella sola specialità del singolo, un oro olimpico, uno iridato, uno europeo e due trofei di Coppa del Mondo. Successivamente passata al bob, è riuscita a distinguersi anche in questa disciplina ottenendo una medaglia di bronzo ai Giochi olimpici di Torino 2006; è nella ristretta cerchia di atleti in grado di salire sul podio delle Olimpiadi in due sport differenti.

## Biografia

### Carriera sportiva
Quarta di otto fratelli è cresciuta nel maso di famiglia a Collepietra, una frazione del Comune di Cornedo all'Isarco; venne iniziata allo slittino su pista naturale da uno zio all'età di sei anni e ad otto prese parte alle prime competizioni.

#### Stagioni 1984-1988
Specialista del singolo, dopo aver conquistato la medaglia di bronzo ai campionati europei juniores di slittino su pista naturale di Hoy 1984, su insistenza del suo allenatore dell'epoca ed ex campione Karl Brunner, decise di passare alle competizioni su pista artificiale; inserita da subito in nazionale, prese parte agli europei juniores di Schönau am Königssee 1985, chiusi in undicesima posizione, e l'anno successivo terminò quinta ai mondiali di categoria sullo stesso catino tedesco.
Dal 1987, oltre ad ottenere la settima piazza ai campionati continentali juniores di Sarajevo 1987, iniziò ad ottenere i suoi primi importanti risultati anche nella categoria maggiore: colse infatti il suo primo podio in Coppa del Mondo finendo terza nella tappa di Valdaora e prese parte ai suoi primi mondiali assoluti di Innsbruck 1987 concludendo la gara al tredicesimo posto; la stagione seguente conquistò il titolo iridato juniores a Valdaora 1988, giunse decima nel singolo e ottenne la medaglia di bronzo nella prova a squadre ai campionati europei di Schönau am Königssee 1988 e partecipò ai Giochi olimpici di Calgary 1988 terminando al tredicesimo posto la gara individuale.

#### Stagioni 1989-1994
È però a partire dalla stagione 1988/89 che la Weissensteiner cominciò ad imporsi con regolarità in tutte le più importanti competizioni internazionali: in quella stagione colse la sua prima vittoria in Coppa del Mondo a Schönau am Königssee e, con cinque podi ottenuti su sei gare in calendario, concluse al secondo posto la classifica finale di Coppa; ai successivi mondiali di Winterberg 1989 vinse la medaglia d'argento nella prova individuale e quella d'oro nella competizione a squadre. L'annata seguente, oltre ad ottenere nuovamente la seconda posizione finale in Coppa del Mondo, conquistò un argento nel singolo e un bronzo a squadre agli europei di Innsbruck 1990 nonché un quinto posto individuale e un argento per nazioni ai mondiali di Calgary 1990; anche nel 1990/91 giunse seconda nella stagione di Coppa mentre nella competizione iridata di Winterberg 1991 fu ottava nel singolo e ottenne il terzo gradino del podio nella prova a squadre.
L'annata 1991/92, in cui entrò a far parte del gruppo sportivo del Corpo forestale dello Stato, si aprì subito con un podio in Coppa, ma poi subì un grave infortunio rompendosi i legamenti del ginocchio sinistro e dovette stare lontana dalle competizioni per due mesi, tornata in pista riuscì a vincere l'ultima gara del circuito stagionale a Calgary e, due settimane dopo, prese parte alle Olimpiadi di Albertville 1992, che concluse in quarta posizione a poco più di mezzo secondo dal podio, occupato dalle due sorelle austriache Doris e Angelika Neuner e dalla tedesca Susi Erdmann, anche se la gara non fu priva di controversie: le atlete austriache infatti, che dopo la prima giornata erano ai primi tre posti della classifica con le due Neuner e Andrea Tagwerker utilizzarono una tuta innovativa che dava loro vantaggi in termini di aerodinamicità; per questo fatto furono presentati ricorsi da parte di alcune delegazioni nazionali, ma dopo due successive riunioni della giuria di appello venne stabilito che quel vantaggio non violasse nessuna norma regolamentaria e così i risultati delle atlete austriache furono omologati.
La stagione seguente, con due vittorie e sei podi ottenuti nelle otto tappe di Coppa, conquistò la sfera di cristallo e, ai campionati mondiali di Calgary 1993, fece suo anche il titolo iridato, oltre ad ottenere la terza piazza nella prova a squadre; il 1993/94 si aprì con due vittorie nelle prime due gare di Coppa del Mondo, chiudendo poi la stagione al quinto posto nella classifica finale, prese quindi parte agli europei di Schönau am Königssee 1994 ottenendo la medaglia d'oro sia nella prova individuale sia in quella per nazioni
e, alla sua terza partecipazione ai Giochi a Lillehammer 1994 vinse l'alloro olimpico facendo segnare il miglior tempo in ognuna delle quattro manches della competizione.
Pochi giorni dopo la vittoria ottenuta in Norvegia venne colpita dalla tragedia della morte di uno dei suoi fratelli in un incidente stradale, durante i funerali uno sciacallo penetrò nella sua abitazione rubandole la medaglia olimpica appena conquistata; la medaglia venne poi abbandonata in un campo dal ladro e quindi le fu successivamente riconsegnata da parte delle forze dell'ordine.

#### Stagioni 1995-1998
Inaugurò la stagione post-olimpica con il podio nella gara di Innsbruck e in classifica generale terminò la competizione al quarto posto, mentre ai campionati iridati, svolti sulla medesima pista norvegese che 12 mesi prima aveva ospitato i Giochi, ottenne due medaglie: quella di bronzo nel singolo e quella d'argento nella gara a squadre; l'annata seguente fu nuovamente seconda nella classifica finale di Coppa, nella rassegna continentale di Sigulda 1996 giunse sesta nel singolo e terza nella competizione per squadre nazionali e ai mondiali di Altenberg 1996 fu terza sia nella prova individuale sia in quella a squadre; nella successiva manifestazione iridata svoltasi ad Innsbruck 1997 bissò il bronzo nella prova a squadre ma non riuscì a portare a termine la gara del singolo, a causa di un rovinoso incidente lungo il tracciato che non ebbe gravi conseguenze per l'atleta, ma che comportò la rottura della slitta.
L'edizione di Coppa 1997/98 si aprì con un nuovo podio nella tappa di Sigulda e, grazie ad una condotta regolare della stagione, senza ottenere altri acuti, vinse per la seconda volta la sfera di cristallo, agli europei di Oberhof 1998 finì sesta nel singolo e vinse la medaglia d'argento nella gara a squadre; l'appuntamento più importante dell'anno furono i Giochi olimpici di Nagano 1998, in cui ebbe l'onore di sfilare come portabandiera della delegazione italiana durante la cerimonia d'apertura, occasione in cui giunse solamente nona, peggior risultato di tutta la stagione, determinato anche da materiali poco performanti su una pista scarsamente ghiacciata a causa delle relativamente alte temperature dell'aria e della sua posizione troppo esposta alla luce diretta del Sole.

#### Stagione 1999 e ritiro
Nella stagione 1998/99 prese parte alle prime tre tappe di Coppa del Mondo, ma, a seguito delle diverse polemiche sorte con gli allenatori e dirigenti della federazione, decise repentinamente di ritirarsi dalle competizioni abbandonando il ritiro della squadra a Winterberg, dove avrebbe dovuto disputare la successiva tappa del circuito internazionale; nonostante il successivo tentativo di appianare le divergenze in una riunione tra vertici federali, allenatori e atleti la Weissensteiner non tornò più sulla sua decisione. Conclusasi la stagione agonistica questa crisi in seno alla nazionale di slittino portò a un rinnovamento dei quadri dirigenti e tecnici quindi entrò a far parte dei vertici azzurri in qualità di allenatrice della squadra juniores.

#### Passaggio al bob
Nel febbraio del 2001, nonostante le prime perplessità iniziali, raccolse l'invito dei vertici FISI, che intendevano allestire una squadra nel bob a due femminile per prendere parte all'esordio olimpico della disciplina a Salt Lake City 2002 quindi insieme alla conterranea Antonella Bellutti, anch'essa da poco ritiratasi dalle competizioni e due volte campionessa olimpica nel ciclismo su pista ad Atlanta 1996 e a Sydney 2000, scese per la prima volta in qualità di pilota a bordo del nuovo mezzo sulla pista olimpica di Igls.

#### Stagioni 2002-2006
Sciolte le ultime riserve le due bolzanine presero il via nella Coppa del Mondo 2001/02, l'esordio avvenne a Winterberg il 10 novembre 2001 dove ottennero l'undicesimo posto, e, nonostante qualche intoppo come il rovesciamento occorso loro sulla pista di Königssee che lasciò anche qualche acciacco fisico e soprattutto la mancanza di esperienza nella disciplina rispetto alle altre contendenti
, la stagione si concluse con l'undicesimo posto nella classifica generale, che permise loro di guadagnare la carta olimpica per Salt Lake City 2002; in questa competizione terminarono la prova con una lusinghiera settima posizione.
Dopo i Giochi la Bellutti decise di terminare definitivamente la propria carriera agonistica, mentre la Weissensteiner scelse di continuare in vista delle successive Olimpiadi casalinghe di Torino 2006 e, insieme alla nuova frenatrice ed ex velocista Jennifer Isacco, prese il via nella successiva stagione di Coppa; questo nuovo sodalizio esordì vincendo la tappa inaugurale di Calgary il 22 novembre 2002 e, con altri tre podi ottenuti nelle otto prove in programma, concluse al terzo posto la classifica generale ed ai seguenti campionati mondiali di Winterberg 2003 terminò la gara in quinta posizione; l'annata 2003/04 la vide nuovamente terza classificata nel massimo circuito internazionale, nella rassegna continentale di Sigulda 2004 giunse quinta mentre nella prova iridata di Schönau am Königssee 2004 finì al settimo posto.
Nella stagione 2004/05 concluse settima nella graduatoria finale di Coppa, negli europei di Altenberg 2005 fu quinta e ai mondiali di Calgary 2005 terminò sesta; l'annata successiva tornò nuovamente sul podio in una gara di Coppa a Sankt Moritz, dietro alla pilota canadese Helen Upperton e a quella tedesca Sandra Kiriasis, tale gara era valevole anche per l'assegnazione del titolo continentale. L'appuntamento clou della stagione furono i Giochi olimpici Torino 2006 in cui l'equipaggio italiano, nonostante fosse incorso in un piccolo errore durante la prima discesa ed il solito tributo pagato in termini di tempo di spinta rispetto alla maggior parte di tutte le altre compagini in gara, colse la medaglia di bronzo; dopo questo ultimo storico risultato la Weissensteiner si ritirò definitivamente dalle competizioni.

#### Bilancio della carriera
Il bilancio finale della sua carriera è di due medaglie olimpiche, undici mondiali, otto europee, due Coppe del Mondo, trentacinque podi e quattordici gare vinte in prove di Coppa del Mondo; la maggior parte di questi risultati sono stati ottenuti nello slittino, di cui è stata una delle più grandi interpreti della disciplina, nonostante il suo fisico non fosse propriamente adatto a questo sport, non essendo né alta né "stazzata", fatto quest'ultimo che la costringeva a scendere in pista zavorrata. Prima di lei solo la sovietica Vera Zozulja era riuscita a conquistare tutte e quattro le più importanti competizioni del panorama slittinistico mondiale in campo femminile; questa impresa verrà poi eguagliata in seguito solo dalle tedesche Silke Kraushaar-Pielach, Sylke Otto, Tatjana Hüfner e Natalie Geisenberger, anch'esse capaci di completare il poker di vittorie che comprende Olimpiade, mondiale, Coppa del Mondo e campionato europeo.
È una tra i pochissimi atleti, e a tutt'oggi la prima ed unica italiana, capaci di conquistare medaglie ai Giochi olimpici in due sport differenti e, con sei partecipazioni alle Olimpiadi, detiene il primato italiano di presenze nella massima kermesse sportiva invernale a parimerito con gli altri due slittinisti Wilfried Huber e Armin Zöggeler.

### Carriera da allenatrice
Dopo il suo definitivo addio alle competizioni, proprio come già successo in occasione del suo primo ritiro, venne inserita nello staff tecnico della nazionale azzurra di slittino in qualità di allenatrice delle squadre giovanili, incarico che a tutt'oggi continua a mantenere.

## Palmarès

### Slittino su pista naturale

#### Europei juniores
- 1 medaglia:
  - 1 bronzo (singolo a Hoy 1984).

### Slittino su pista artificiale

#### Olimpiadi
- 1 medaglia:
  - 1 oro (singolo a Lillehammer 1994).

#### Mondiali
- 11 medaglie:
  - 2 ori (gara a squadre a Winterberg 1989; singolo a Calgary 1993);
  - 3 argenti (singolo a Winterberg 1989; gara a squadre a Calgary 1990; gara a squadre a Lillehammer 1995);
  - 6 bronzi (gara a squadre a Winterberg 1991; gara a squadre a Calgary 1993; singolo a Lillehammer 1995; singolo, gara a squadre a Altenberg 1996; gara a squadre a Innsbruck 1997).

#### Europei
- 7 medaglie:
  - 2 ori (singolo, gara a squadre a Schönau am Königssee 1994);
  - 2 argenti (singolo a Innsbruck 1990; gara a squadre a Oberhof 1998);
  - 3 bronzi (gara a squadre a Schönau am Königssee 1988; gara a squadre a Innsbruck 1990; gara a squadre a Sigulda 1996).

#### Mondiali juniores
- 1 medaglia:
  - 1 oro (singolo a Valdaora 1988).

#### Coppa del Mondo
- Vincitrice della Coppa del Mondo nella specialità del singolo nel 1992/93 e nel 1997/98.
- 29 podi (tutti nel singolo):
  - 13 vittorie;
  - 8 secondi posti;
  - 8 terzi posti.

##### Coppa del Mondo - vittorie
| Data             | Luogo                | Paese          | Disciplina |
| ---------------- | -------------------- | -------------- | ---------- |
| 16 gennaio 1989  | Schönau am Königssee | Germania Ovest | singolo    |
| 21 gennaio 1989  | Hammarstrand         | Svezia         | singolo    |
| 20 gennaio 1990  | Sarajevo             | Jugoslavia     | singolo    |
| 27 gennaio 1990  | Schönau am Königssee | Germania       | singolo    |
| 15 dicembre 1990 | Sarajevo             | Jugoslavia     | singolo    |
| 16 febbraio 1991 | Innsbruck            | Austria        | singolo    |
| 25 gennaio 1992  | Calgary              | Canada         | singolo    |
| 16 gennaio 1993  | La Plagne            | Francia        | singolo    |
| 27 febbraio 1993 | Lake Placid          | Stati Uniti    | singolo    |
| 1º dicembre 1993 | Sigulda              | Lettonia       | singolo    |
| 4 dicembre 1993  | Sigulda              | Lettonia       | singolo    |
| 21 gennaio 1996  | Schönau am Königssee | Germania       | singolo    |
| 11 febbraio 1996 | Sankt Moritz         | Svizzera       | singolo    |

### Bob

#### Olimpiadi
- 1 medaglia:
  - 1 bronzo (bob a due a Torino 2006).

#### Europei
- 1 medaglia:
  - 1 argento (bob a due a Sankt Moritz 2006).

#### Coppa del Mondo
- Miglior piazzamento in classifica generale nel bob a due: 3ª nel 2002/03 e nel 2003/04.
- 6 podi (tutti nel bob a due):
  - 1 vittoria;
  - 1 secondo posto;
  - 4 terzi posti.

##### Coppa del Mondo - vittorie
| Data             | Luogo   | Paese  | Disciplina                    |
| ---------------- | ------- | ------ | ----------------------------- |
| 23 novembre 2002 | Calgary | Canada | bob a due con Jennifer Isacco |

## Riconoscimenti
- Nel 2015 è stata inserita nella hall of fame della FISI[36][37].
- È stata nominata atleta altoatesina dell'anno nel 1988, 1989, 1990 e 2005.[senza fonte]
- Nel 2006 in suo onore è stato dato il suo nome ad una particolare specie di azalea[38]